# (446) Éternité
Pour les articles homonymes, voir Éternité (homonymie).
(446) Éternité (désignation internationale : 446 Aeternitas) est un astéroïde de la ceinture principale, découvert par M. Wolf et A. Schwassmann le 27 octobre 1899. Il est nommé d'après Éternité, personnification divine de l'éternité dans la mythologie romaine.
(446) Éternité est un astéroïde de type A, donc riche (> 80 %) en olivine, au moins en ce qui concerne les roches de sa surface.

## Compléments